# Tryon, Nebraska
Tryon är administrativ huvudort i McPherson County i Nebraska. Enligt 2020 års folkräkning hade Tryon 107 invånare.